# Pinus arunachalensis
Pinus arunachalensis — вид хвойних рослин родини соснових.
Він походить із штату Аруначал-Прадеш на північному сході Індії, зокрема поблизу міст або районів Таванг і Вест-Каменг у східних Гімалайських горах. Ареал виду розташований у помірному кліматі. Спочатку вона була внесена до списку під нинішнім синонімом: Pinus parva (Pinus wallichiana var. parva), але така ж наукова назва вже існувала для викопного виду сосни, тому її було перейменовано і переглянуто як таку.